# 耶律迷离己
耶律迷离己（？—？），辽朝契丹人，辽朝宗室。
太平六年（1026年）二月己酉，辽圣宗以迷离己同知枢密院，黄翩为兵马都部署，达骨只为副，赫石为都监，率军在混同江、疏木河之间筑城。黄龙府请建堡障三座、烽台十座，辽圣宗下诏以农闲时修筑。东京留守八哥上奏黄翩领兵入女直界，俘获人、马、牛、豕，不可胜计，得到二百七十降户，辽圣宗下诏奖谕。

## 资料
- 《辽史》圣宗本纪